# Гордеева, Юлия Андреевна
Ю́лия Андре́евна Горде́ева (родилась 5 января 1988 года в Москве) — российская футболистка, защитник. Выступала за сборную России, тренер.

## Карьера

### Клубная
Футболом начала заниматься в 7 лет в «Бирюлево-Восточное». Первый тренер — Алим Табынбаев. Профессиональную карьеру начала в клубе «Чертаново» (Москва) на позиции нападающего.
В 2011 году в «ЦСП Измайлово» с приходом в клуб тренера Лаврентьева стала выступать на позиции защитника, после чего стала вызываться в сборную России. Свой первый гол в чемпионатах России забила 18 ноября 2013 года в ворота «Дончанки». В составе ЦСП Измайлово 26 мая 2013 года играла в финале кубка России по футболу среди женщин 2012/13 против «Звезды-2005», в котором ЦСП Измайлово проиграло в дополнительное время.
С 2015 года выступала за «Чертаново», где в том же году стала капитаном. В составе клуба — серебряный призёр чемпионата России 2018 года и финалистка Кубка России 2017 года.
Всего в высшем дивизионе России сыграла не менее 132 матчей и забила один гол.
В 2020 году включена в заявку «Чертаново» в качестве тренера.

### В сборной
За сборную России дебютировала 19 сентября 2012 в матче против сборной Польши, выйдя на замену вместо Елены Медведь на 56-й минуте матча. В составе сборной принимала участие в финальном турнире чемпионата Европы 2013 года, который проходил в Швеции, вышла на поле в одном матче (против Франции). Всего в 2012—2016 годах провела 12 матчей за сборную.

## Достижения
клубные
- Финалистка Кубка России (1): 2013, 2018
- Серебряный призёр чемпионата России (1): 2018

сборная
- Бронзовый призёр Международного турнира в Бразилии: 2016[1]